# (209552) Isaacroberts
(209552) Isaacroberts  es un asteroide perteneciente al cinturón de asteroides, descubierto el 9 de noviembre de 2004 por el Proyecto Telescopio Faulkes desde el Observatorio de Haleakala, en Hawái, Estados Unidos.

## Designación y nombre
Isaacroberts se designó inicialmente como 2004 VZ63.
Más adelante fue nombrado en honor al industrial y astrónomo aficionado británico, pionero de la astrofotografía Isaac Roberts (1829-1904).

## Características orbitales
Isaacroberts orbita a una distancia media del Sol de 2,2895 ua, pudiendo acercarse hasta 1,9756 ua y alejarse hasta 2,6034 ua. Tiene una excentricidad de 0,1371 y una inclinación orbital de 6,8167° grados. Emplea en completar una órbita alrededor del Sol 1265 días.

## Características físicas
Su magnitud absoluta es 18,1.